# 福爾摩斯：覺醒 重製版
《福爾摩斯：覺醒 重製版》是由乌克兰游戏公司Frogwares开发的电子游戏，于2023年4月11日发售。该游戏是2007年的《福爾摩斯：覺醒》的重制版，剧情接续于2021年的《第一章》。

## 游戏玩法
玩家将扮演福尔摩斯与助手约翰·华生医生运用智慧解决谜题以调查克苏鲁神话相关的神秘失踪事件。

## 发行
本作于2022年7月28日宣布。Kickstarter于2022年8月4日发起筹款活动。开发商表示Kickstarter的筹款是为游戏提供财务安全网。因俄乌战争而导致游戏发布被推迟大约一个月。Frogwares团队为了与玩家互动而发起「赠奖活动」，被选中的玩家留言将写在乌克兰军队飞弹上以对抗「不受欢迎的客人」。

## 评价
IGN上的TRISTAN OGILVIE对该游戏的评价是“与前作《第一章》相比，剧情表现与恐怖程度不及《第一章》，但解密的部分比《第一章》好”。PC Gamer称该游戏“设计巧妙，氛围出色且制作精细”，还批评其长度过短以及所有支线任务需单独购买DLC的政策。Rock Paper Shotgun推荐该游戏给粉丝。NME表示喜欢游戏去除战斗的部分，但不喜欢其他世界区域的谜题设计。Pocket Tactics喜欢该游戏，但因性能问题而不建议在Switch上进行游玩。

## 外部連結
- EPIC （页面存档备份，存于）
- 官方网站 （页面存档备份，存于）